# Gemeinde Kolonja
Die Gemeinde Kolonja (albanisch Bashkia e Kolonjës) ist eine der 61 Gemeinden Albaniens. Das Gebiet der Gemeinde mit einer Fläche von 805 Quadratkilometern im Qark Korça entspricht dem ehemaligen Kreis Kolonja. Hauptort ist Erseka.

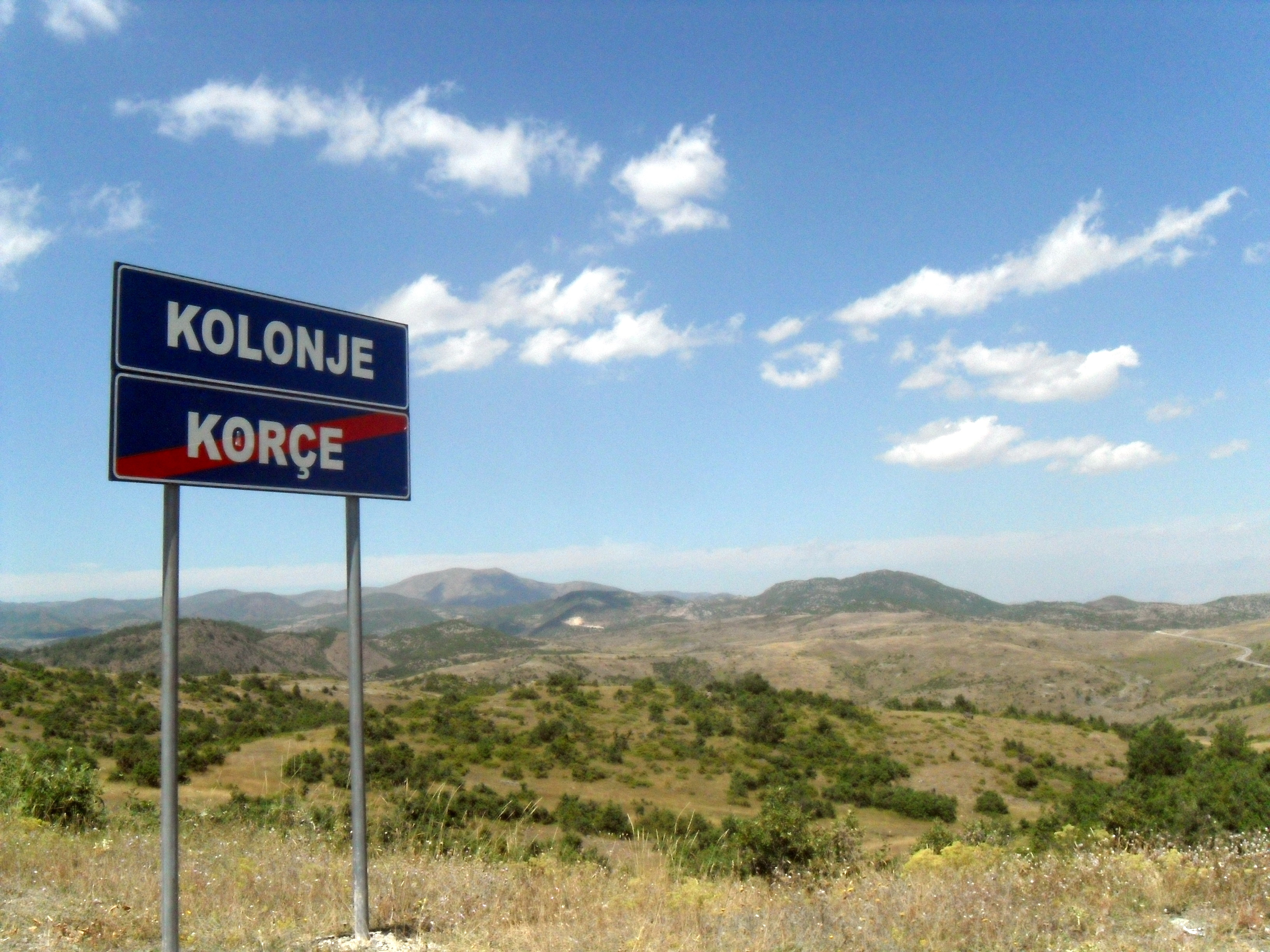
Hügellandschaft an der Nordgrenze der Gemeinde

In Kolonja leben 7500 Einwohner (Volkszählung 2023). Ethnische Minderheiten – insbesondere Aromunen und Griechen – stellen rund 10 Prozent davon. Rund 50 Prozent der Bevölkerung sind bekennende Bektaschi; ein Drittel ist orthodox.

## Geographie

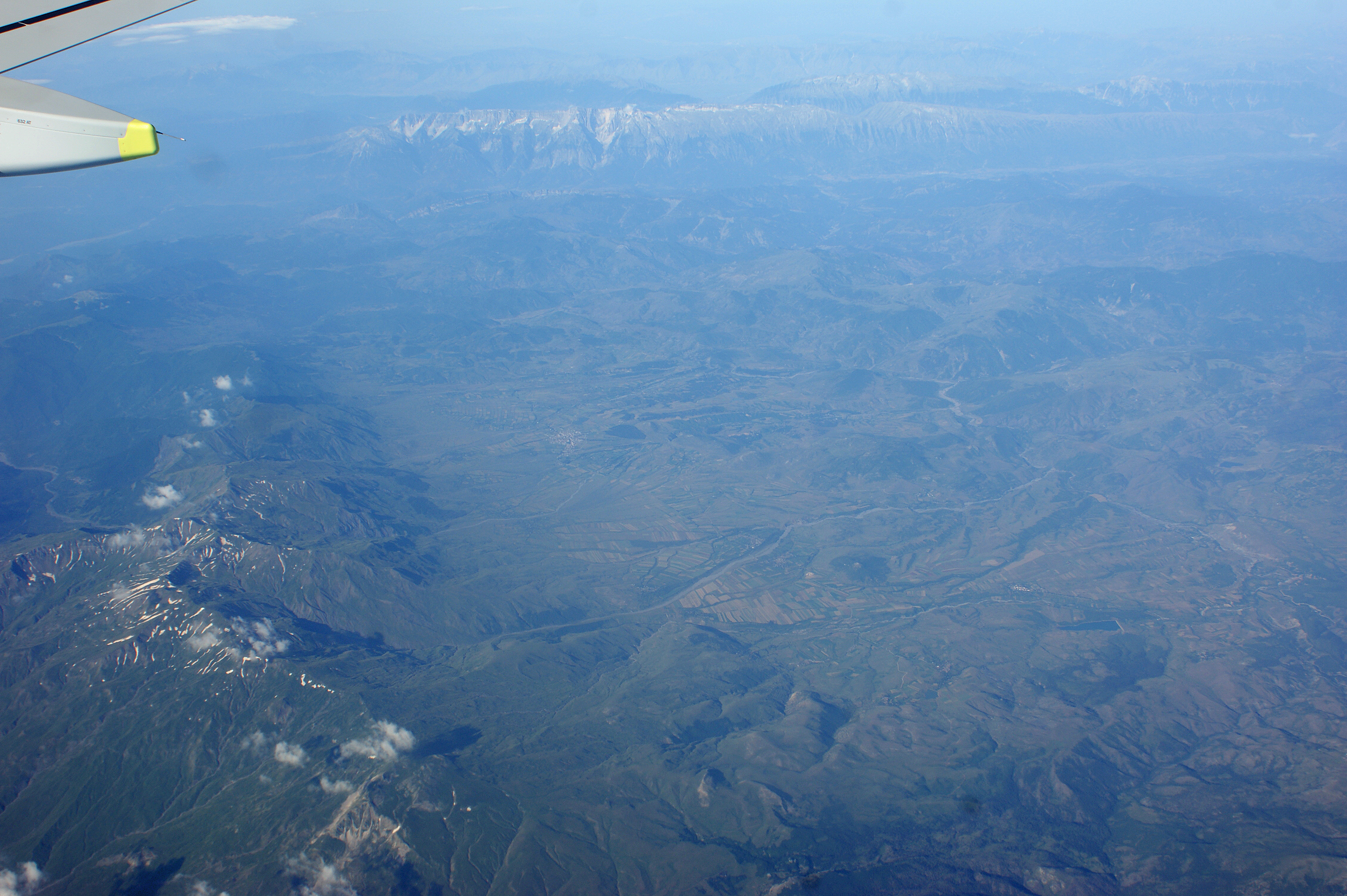
Luftaufnahme mit Blick nach Westen, Pindus links

Kolonja liegt sehr abgelegen im Südosten des Landes an der Grenze zu Griechenland, der Fluss Sarandaporos bildet teilweise die Grenze. Die Region bildet ein Dreieck zwischen dem Fluss Osum, dem Berg Gramoz (griechisch: Grammos; 2523 m ü. A.) und dem Tal der Vjosa im Süden. An der Nordseite des Pindosgebirges befindlich ist die Landschaft hoch gelegen und gebirgig. Der tiefste Punkt liegt im kaum zugänglichen Osum-Tal bei 550 m ü. A. Von dort steigt die Landschaft rasch in die Höhe bis zum Gramoz. Einzig in den äußersten Gebieten der Gemeinde im Süden fällt die Landschaft in einigen tief eingeschnittenen Tälern unter 500 m ü. A. Erseka gilt mit einer Höhe von 1020 m ü. A. als höchste Stadt des Landes, und Leskovik liegt ebenfalls auf über 900 m ü. A. Die Winter sind in Kolonja entsprechend hart und kalt mit eisigen Nordwinden.
Der Name Kolonja bezeichnet insbesondere den nördlicheren Teil des Gebiets, das Tal am Oberlauf des Osum. Beim teilweise auch als Hochebene bezeichneten Gebiet mit tief eingeschnittenen Bachtälern handelt es sich um den Grund eines urzeitlichen Sees. Der südliche Teil der Gemeinde umfasst diverse Täler von Nebenflüssen der Vjosa, darunter die Lengarica. Die Übergänge von Tal zu Tal liegen meist auf über 1000 m ü. A.
In der Gemeinde Kolonja gibt es noch viele Wälder, in denen auch noch wilde Raubtiere wie Wölfe verbreitet sind. Ein kleines Gebiet an der westlichen Grenze der Gemeinde gehört zum Nationalpark Hotova-Dangell. Am Grenzfluss Sarandaporos bei Leskovik gibt es Thermalquellen und zahlreiche Höhlen, darunter die Atmos-Höhle.
Mit nur neun Einwohnern pro Quadratkilometer ist Kolonja die am wenigsten dicht besiedelte Gemeinde Albaniens.

## Wirtschaft

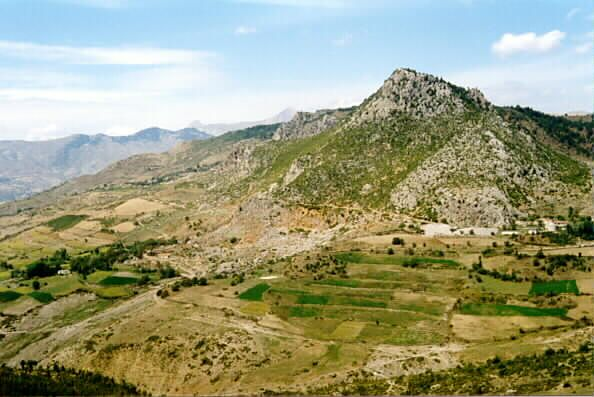
Bergland Kolonjas

Die Bevölkerung, die Mehrheit lebt auf dem Land, ist stark von der Land- und der Forstwirtschaft abhängig. Es gibt auch Fischzuchten. In Zukunft könnte auch der Tourismus eine bedeutendere Rolle einnehmen, wenn eine bescheidene Infrastruktur für Wanderer und andere Abenteuerurlauber, die die unberührte Natur erkunden wollen, errichtet wäre.
Die Verkehrswege innerhalb und nach Kolonja sind sehr rudimentär. Da im Osum-Tal von Berat nach Kolonja keine Straße existiert, ist die Gemeinde nur über Korça (ab Erseka 45 Kilometer) oder über Tepelena (ab Erseka 130 Kilometer) zu erreichen. Von Leskovik bis zum neuen Grenzübergang nach Griechenland im Vjosa-Tal sind es keine 30 Kilometer.

## Geschichte
In Kolonja wurden mehrere Hügelgräber gefunden. Wichtigster Ort im Gebiet zur osmanischen Zeit war Leskovik. Durch die Grenzziehung verloren aber viele Bewohner ihre Grundstücke. Im Zweiten Weltkrieg war Kolonja erst Kampfgebiet von griechischen und italienischen Truppen und wurde nach der Kapitulation Italiens im September 1943 ein Zentrum des Widerstands gegen die deutsche Besatzung. Zur Partisanenbekämpfung führte die Wehrmacht eine so genannte Sühnequote ein: Für jeden getöteten Deutschen sollten 100 Albaner getötet werden. In Anwendung dieser Regel wurde als Vergeltungsmaßnahme und zur Abschreckung der Bevölkerung vor weiterer Unterstützung der Partisanen das Dorf Borova – das „albanische Lidice“ – zerstört und zahlreiche Bewohner ermordet.
Seit dem Ende des kommunistischen Regimes in Albanien sind viele Einwohner der Region – vor allem junge Männer – nach Griechenland ausgewandert. Allein zwischen 2011 (11.070 Einwohner) und 2023 hat die Region fast ein Drittel der Einwohner verloren.

## Verwaltungseinheiten
Im Sommer 2015 wurden acht Gemeinden zur Gemeinde Kolonja zusammengelegt. Seither bilden sie Njësitë administrative (Verwaltungseinheiten) innerhalb der Bashkia.
| Name            | Einwohner 2023 | Einwohner 2011 | Gemeindeart |
| --------------- | -------------- | -------------- | ----------- |
| Erseka          | 2.822          | 3.746          | Bashkia     |
| Leskovik        | 939            | 1.525          | Bashkia     |
| Barmash         | 246            | 480            | Komuna      |
| Çlirim          | 104            | 355            | Komuna      |
| Mollas          | 1.096          | 1.520          | Komuna      |
| Novosela        | 198            | 355            | Komuna      |
| Qendër-Erseka   | 1.941          | 2.673          | Komuna      |
| Qendër-Leskovik | 173            | 416            | Komuna      |